# Pseudolabrus luculentus
Pseudolabrus luculentus là một loài cá biển thuộc chi Pseudolabrus trong họ Cá bàng chài. Loài này được mô tả lần đầu tiên vào năm 1848.

## Từ nguyên
Từ định danh luculentus của loài trong tiếng Latinh có nghĩa là "rực rỡ, lộng lẫy", hàm ý đề cập đến màu sắc tươi sáng của loài này.

## Phạm vi phân bố và môi trường sống
P. luculentus có phạm vi phân bố ở Tây Nam Thái Bình Dương. Loài này được ghi nhận dọc theo bờ biển bang New South Wales (Úc), bao gồm các hòn đảo, rạn san hô ở ngoài khơi là rạn san hô Elizabeth và rạn san hô Middleton, đảo Norfolk và đảo Lord Howe, mở rộng phạm vi đến Bắc New Zealand và quần đảo Kermadec.
P. luculentus sống trên các rạn đá ngầm ở độ sâu khoảng từ 10 đến 50 m.

## Mô tả
Chiều dài cơ thể tối đa được ghi nhận ở P. luculentus là 17 cm. Cá cái chuyển đổi giới tính thành cá đực khi đạt chiều dài khoảng 13 cm.
Cá cái có màu đỏ da cam hoặc xanh lục nhạt (cá con đang phát triển). Dưới mắt có các vệt sọc trắng. Vảy trên bụng tạo thành các vệt sọc xiên màu trắng. Vây lưng và vây hậu môn của chúng có màu vàng; viền xanh lam ở rìa và dải sọc cận rìa màu đỏ; vây đuôi màu đỏ nhạt; vây ngực và vây bụng trong suốt, phớt đỏ. Cá đực có màu nâu đỏ hoặc đỏ thẫm. Lưng có các vệt đốm trắng xen lẫn các đốm đen. Các vệt sọc trắng trên má tiêu biến khi cá cái chuyển thành cá đực. Vây lưng, hậu môn và vây đuôi tiệp màu với thân; vây lưng và vây hậu môn viền xanh lam ở rìa và dải sọc cận rìa màu đỏ. Vây ngực và vây bụng trong suốt hoặc trong mờ với màu đỏ hoặc xanh lam nhạt.

## Hành vi và tập tính
Thức ăn của P. luculentus chủ yếu là các loài động vật giáp xác nhỏ và cua ẩn sĩ. Hành vi làm vệ sinh cho những loài cá khác ở cá cái và cá con của P. luculentus đã được quan sát ở New Zealand, nhưng chúng ít dựa vào hành vi để kiếm ăn.

### Trích dẫn
- B. C. Russell (1988). "Revision of the labrid fish genus Pseudolabrus and allied genera" (PDF). Records of the Australian Museum. Quyển 9. tr. 1–72.